# Ley de Relaciones de Taiwán

La isla de Taiwán, remanente de la República de China.

La Ley de Relaciones de Taiwán (TRA; Pub.L. 96–8, 93 Stat. 14, promulgada el 10 de abril de 1979; H.R. 2479) es una ley del Congreso de los Estados Unidos. Desde el reconocimiento de la República Popular China, la ley ha definido las relaciones oficialmente sustanciales pero no diplomáticas entre los Estados Unidos y la República de China en la isla de Taiwán.

## Antecedentes
En 1978, el gobierno de la República Popular China (RPC) afirmó estar en un "frente unido" con los Estados Unidos, el nuevo Estado del Japón y Europa occidental contra los soviéticos y, por lo tanto, estableció relaciones diplomáticas con los Estados Unidos en 1979, apoyó las operaciones estadounidenses en la República Democrática de Afganistán prosoviética y organizó una expedición militar contra las tropas de Moscú, mientras que los estadounidenses dieron apoyo indirecto a la RPC cuando Pekín intentó una invasión a Vietnam, el principal antagonista de Estados Unidos en el sudeste asiático. A cambio, Estados Unidos derogó su tratado de defensa mutua con la República de China (ROC) en la isla de Taiwán, que la RPC reconoce como una "provincia rebelde" de su soberanía.
El gobierno de la República de China movilizó a los chinos pro-Taipéi en los Estados Unidos para presionar al Congreso para que aprobara rápidamente una garantía de seguridad estadounidense para la isla. Taiwán podría atraer a los miembros del Congreso en muchos frentes: el sentimiento anticomunista que era ignorado a favor de la realpolitik con la República Popular China, y que representaba una historia de guerra compartida con la República de China, las violaciones de derechos humanos en la China continental y su restricción de las libertades religiosas.
El senador Barry Goldwater y otros miembros del Congreso de los Estados Unidos impugnaron el derecho del presidente Jimmy Carter a anular unilateralmente el Tratado de Defensa Mutua Sino-Estadounidense, que Estados Unidos había firmado con la República de China en diciembre de 1954 y fue ratificado por el Senado de los Estados Unidos en febrero de 1955. Goldwater y sus copresentadores del caso de la Corte Suprema Goldwater v. Carter argumentaron que el presidente requería la aprobación del Senado para tomar tal acción de terminación, bajo el Artículo II, Sección II de la Constitución de los Estados Unidos, y que, al no hacerlo , la Administración Carter había actuado más allá de los poderes de su cargo. El caso finalmente fue desestimado como no justiciable, dejando abierta la cuestión constitucional con respecto a la autoridad de un presidente para desestimar un tratado unilateralmente.
La Ley fue aprobada por ambas cámaras del Congreso de los Estados Unidos y firmada por el presidente Jimmy Carter en 1979 tras la ruptura de relaciones entre los Estados Unidos y la República de China en Taiwán. El Congreso rechazó el borrador propuesto por el Departamento de Estado y lo reemplazó con un lenguaje que ha permanecido vigente desde 1979. La Administración Carter firmó la Ley de Relaciones con Taiwán para mantener relaciones comerciales, culturales y de otro tipo a través de relaciones no oficiales en la forma de una corporación sin fines de lucro incorporada bajo las leyes del Distrito de Columbia – el Instituto Americano en Taiwán (AIT) – sin representación gubernamental oficial y sin relaciones diplomáticas formales. La Ley entró en vigor retroactivamente, a partir del 1 de enero de 1979.

## Provisiones

### Definición de lo que es Taiwán

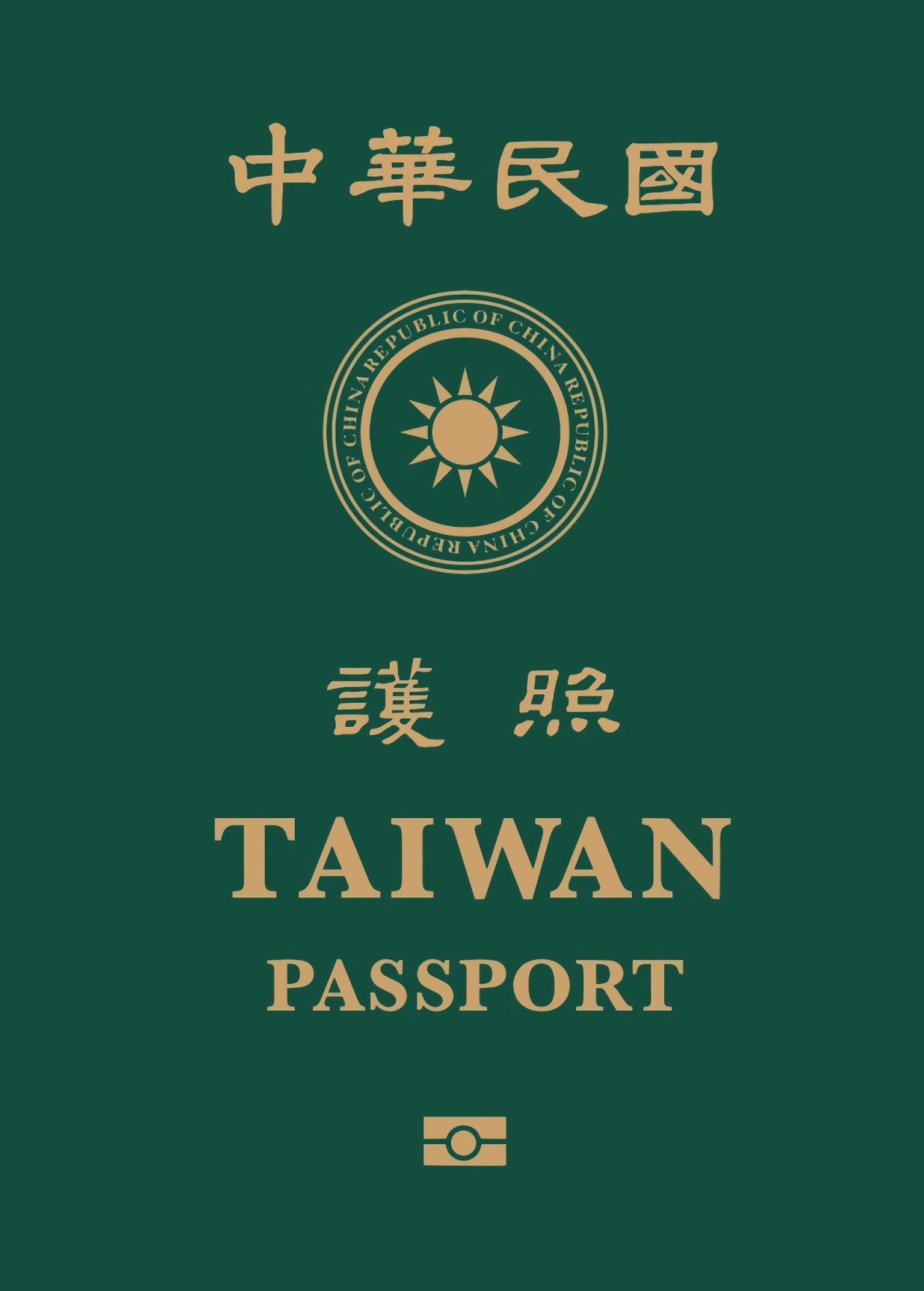
Pasaporte de la República de China, que no lleva el término de «República de China», si no solamente «Taiwán».

La ley no reconoce la terminología de 'República de China' después del 1 de enero de 1979, pero utiliza la terminología de "autoridades gubernamentales en Taiwán". Geográficamente hablando y siguiendo el contenido similar en el tratado de defensa anterior de 1955, define el término "Taiwán" para incluir, según lo requiera el contexto, la isla de Taiwán (la isla principal) y los Pescadores (Penghu). De las otras islas o archipiélagos bajo el control de la República de China, Kinmen, Matsu, etc., quedan fuera de la definición de lo que es Taiwán según el gobierno estadounidense.

### Relaciones diplomáticasde facto
La ley autoriza las relaciones diplomáticas de facto con las autoridades gubernamentales al otorgar poderes especiales a la AIT al nivel de que es la embajada de facto, y establece que cualquier acuerdo internacional realizado entre la República de China y los Estados Unidos antes de 1979 sigue siendo válido a menos que se rescinda de otra manera. Un acuerdo que fue rescindido unilateralmente por el presidente Jimmy Carter tras el establecimiento de relaciones con la República Popular China fue el Tratado de Defensa Mutua Sino-Estadounidense.
La ley establece que Taiwán sea tratado bajo las leyes de los Estados Unidos como "países, naciones, estados, gobiernos o entidades similares extranjeros", tratando así a Taiwán como un equivalente de estado extranjero sub-soberano. La ley establece que para la mayoría de los propósitos prácticos del gobierno de los Estados Unidos, la ausencia de relaciones diplomáticas y reconocimiento no tendrá efecto.

### Disposiciones militares
La Ley de Relaciones de Taiwán no garantiza que Estados Unidos intervendrá militarmente si la República Popular China ataca o invade la isla de Taiwán ni renuncia a ella, ya que su objetivo principal es garantizar que el presidente no cambie unilateralmente la política proestadounidense con la República de China y garantizar que cualquier decisión de defensa a Taiwán se hará con el consentimiento del Congreso. La ley establece que "Estados Unidos pondrá a disposición de Taiwán los artículos de defensa y los servicios de defensa en la cantidad que sea necesaria para permitir que Taiwán mantenga suficientes capacidades de autodefensa". Sin embargo, la decisión sobre la naturaleza y cantidad de los servicios de defensa que Estados Unidos proporcionará a Taiwán será determinada por el presidente y el Congreso. La política de Estados Unidos se ha llamado "ambigüedad estratégica" y está diseñada para disuadir a Taiwán de una declaración unilateral de independencia y disuadir a la República Popular China de unificar unilateralmente Taiwán con la República Popular China.
La ley estipula además que Estados Unidos "considerará cualquier esfuerzo para determinar el futuro de Taiwán por medios que no sean pacíficos, incluidos boicots o embargos, una amenaza para la paz y la seguridad del área del Pacífico Occidental y de grave preocupación para los Estados Unidos."
La ley requiere que Estados Unidos tenga una política "para proporcionar a Taiwán armas de carácter defensivo" y "para mantener la capacidad de Estados Unidos para resistir cualquier recurso a la fuerza u otras formas de coerción que pondrían en peligro la seguridad, o el sistema social o económico del pueblo de Taiwán". Sucesivas administraciones de Estados Unidos han vendido armas a Taiwán en cumplimiento de la Ley de Relaciones con Taiwán a pesar de las demandas de la RPC de que Washington D. C. siga los Tres Comunicados Conjuntos legalmente no vinculantes y la política proclamada por el gobierno estadounidense del principio de una sola China.

## Reacción y reafirmación
La República Popular China se alineó con los países del Tercer Mundo en lugar de con los Estados Unidos o la Unión Soviética, comprometiéndose en varios movimientos como la no proliferación nuclear que le permitiría criticar a las superpotencias. En el comunicado del 17 de agosto de 1982, Estados Unidos acordó reducir la venta de armas a la República de China. Sin embargo, también declaró que no reconocería formalmente la soberanía de la República Popular China sobre la isla de Taiwán, como parte de las Seis Garantías ofrecidas a Taipéi en 1982.
A fines de la década de 1990, el Congreso de los Estados Unidos aprobó una resolución no vinculante que establece que las relaciones entre Taiwán y los Estados Unidos se respetarán primero a través de la TRA. Esta resolución, que otorga mayor importancia al valor de la TRA que a los tres comunicados, también fue firmada por el presidente Bill Clinton. Ambas cámaras del Congreso han reafirmado repetidamente la importancia de la Ley de Relaciones con Taiwán. Un Informe del Servicio de Investigación del Congreso de julio de 2007 confirmó que la política estadounidense no ha reconocido la soberanía de la República Popular China sobre Taiwán. La República Popular China sigue considerando la Ley de Relaciones con Taiwán como "una intrusión injustificada de Estados Unidos en los asuntos internos de China". Estados Unidos continuó suministrando armamento a Taiwán y Pekín continuó protestando.

El 19 de mayo de 2016, un día antes de que Tsai Ing-wen asumiera la presidencia democráticamente elegida de la República de China, los senadores estadounidenses Marco Rubio (R-FL), miembro del Comité de Relaciones Exteriores del Senado y del Comité Selecto de Inteligencia del Senado y Bob Menendez (D-NJ), expresidente del Comité de Relaciones Exteriores del Senado y copresidente del Caucus de Taiwán del Senado, presentó una resolución concurrente que reafirma la Ley de Relaciones con Taiwán y las "Seis Garantías" como piedras angulares de las relaciones entre Estados Unidos y la República de China.
La Convención Nacional Republicana de 2016 en la Plataforma del Partido Republicano establece: "Nuestras relaciones seguirán basándose en las disposiciones de la Ley de Relaciones con Taiwán, y afirmamos las Seis Garantías dadas a Taiwán en 1982 por el presidente Reagan. Nos oponemos a cualquier medida unilateral de cualquiera de parte de alterar el statu quo en el Estrecho de Taiwán sobre el principio de que todas las cuestiones relacionadas con el futuro de la isla deben resolverse pacíficamente, a través del diálogo y ser aceptables para el pueblo de Taiwán. Si China violara esos principios, Estados Unidos, en acuerdo con la Ley de Relaciones con Taiwán, ayudará a Taiwán a defenderse... Como amigo leal de Estados Unidos, Taiwán ha merecido nuestro fuerte apoyo, incluido el estatus de acuerdo de libre comercio, la venta oportuna de armas defensivas, incluida la tecnología para construir submarinos diesel... "